# Rotenbach (Wiese)
Der Rotenbach (auch Rothenbach) ist ein gut 1,7 Kilometer langer Bach des Südschwarzwaldes im baden-württembergischen Todtnau im Landkreis Lörrach. Er entspringt am Osthang des Stübenwasens und mündet in Todtnau oberhalb der Wohnbebauung im Stadtteil Fahl von rechts und Norden in die Wiese. 

## Name
In moderneren Karten ist der Bach als Rotenbach benannt, in historischen Karten, wie der Historischen Gemarkungsübersicht Baden und dem Messtischblatt von 1885 in der Deutschen Fotothek wird er als Rothenbach bezeichnet.

## Geographie

### Verlauf
Der Rotenbach entspringt auf etwa 1328 m ü. NHN am Osthang des Stübenwasens im Walddistrikt Stübenwasen, etwa 750 m ostsüdöstlich des Stübenwasen-Gipfels im Naturschutzgebiet Feldberg. Von dort fließt er zunächst in südöstlicher Richtung sein enges, bewaldetes Tal hinab bis zur Spitzkehre der Bundesstraße 317 oberhalb der Schwarzwald-Kaserne. Dort mündet der Mistbach von links und Norden und nur gut 70 Meter weiter der NN-KZ7 von rechts und Westen in den Rotenbach dessen Lauf hier leicht abbiegt und nunmehr in südsüdöstlicher Richtung aus dem Wald heraustritt und den Fahler Wasserfall hinabstürzt. Danach fließt der Rotenbach noch rund 200 Meter in offener Wiesenaue, ehe er oberhalb der Fahler Wohnbebauung auf etwa 873,5 m ü. NHN von rechts und Norden in die Wiese mündet. 
Der gut 1,7 km lange Lauf des Rotenbachs endet gut 450 Höhenmeter unterhalb seiner Quelle, er hat somit ein mittleres Sohlgefälle von etwa 26 %.

### Einzugsgebiet
Das naturräumlich zum Südschwarzwald gehörende Einzugsgebiet ist knapp 1,9 km² groß und liegt zu gut 80 % auf dem Gebiet der Stadt Todtnau, der restliche Anteil von knapp 20 % gehören zur Gemeinde Feldberg. Der höchste Punkt des Einzugsgebiets liegt im Nordosten auf dem Gipfel des Feldbergs auf 1494,2 m ü. NHN. 
Die Einzugsgebiete der folgenden Nachbargewässer grenzen an:
- Jenseits der nördlichen Wasserscheide entwässert der St. Wilhelmer Talbach, dem rechten Oberlauf der Brugga, über die Dreisam in den Rhein;
- beim Feldberggipfel im Nordosten grenzt kurz das Einzugsgebiet des Zastlerbachs, der ebenfalls über die Dreisam in den Rhein fließt;
- im Osten konkurriert der Gustbach, der direkt oberhalb des Rotenbachs in die Wiese mündet;
- im Süden konkurrieren einige namenlose Hangwaldzuflüsse, die Ihrerseits in die Wiese entwässern;
- im Westen liegt das Einzugsgebiet der Roten Wiese, die sich weiter unterhalb in die Wiese ergießt.

### Zuflüsse
Auf der amtlichen Gewässerkarte sind zwei benannte Zuflüsse verzeichnet:
- Mistbach, DGKZ: 23211142, knapp 1,5 km lang, entspringt auf etwa 1390 m ü. NHN, mündet auf etwa 995 m ü. NHN von links und Norden;
- NN-KZ7 *, DGKZ: 23211144, gut 600 m lang, entspringt auf etwa 1145 m ü. NHN, mündet auf etwa 958 m ü. NHN von rechts und Westen.

Darüber hinaus gibt es zahlreiche namenlose Hangwaldzuflüsse, die dem Rotenbach und seinen beiden Nebenläufen zufließen.

### Flusssystem Wiese
- Fließgewässer im Flusssystem Wiese